# تاندربرد (هواگرد)
تاندربرد (به انگلیسی: Thunderbird (aircraft)) یک هواپیمای ساختِ کارخانهٔ شرکت هواپیماسازی داگلاس در کشور ایالات متحده آمریکا است. این هواپیما برای نخستین بار در ۱۹۴۳ میلادی مورد استفاده قرار گرفت.